# 1500 Jyvaskyla
1500 Jyvaskyla је астероид главног астероидног појаса чија средња удаљеност од Сунца износи 2,242 астрономских јединица (АЈ).
Апсолутна магнитуда астероида је 13,06.